# BMW M52
BMW M52 è una famiglia di motori a scoppio a benzina per uso automobilistico prodotti tra il 1994 ed il 2001 dalla Casa automobilistica tedesca BMW.

## Descrizione

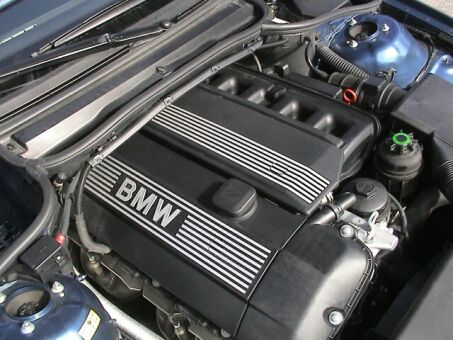
Vista di un motore M52B25

La famiglia M52 è stata introdotta per sostituire la precedente famiglia di motori M50.

Le caratteristiche generali erano le stesse di quelle della famiglia M50. Ritroviamo quindi l'architettura a 6 cilindri in linea ed il sistema di distribuzione a fasatura variabile VANOS, con doppio albero a camme in testa e con quattro valvole per cilindro.

Apparentemente si trattava quindi di una famiglia di motori non molto dissimile da quella precedente (anche le cilindrate erano uguali), ma celava in realtà non poche novità, la principale delle quali consisteva nel monoblocco in lega di alluminio con canne cilindri riportate in nikasil, in luogo delle canne integrali in ghisa.

In alcuni mercati, specialmente quello britannico, si utilizzava un carburante ricco di componenti solforose, tale da portare questi motori ad una precoce usura per corrosione delle canne in nikasil. Tale problema è stato risolto dalla Casa madre nel settembre 1998, anche se, pur in misura assai ridotta, tale problema tornava di tanto in tanto a ripresentarsi.

Nel 1999, con l'introduzione della serie M52TU, la famiglia M52 ha adottato il nuovo sistema di distribuzione Bi-VANOS (in Italia noto anche come Doppio VANOS) e l'acceleratore elettronico "drive by wire" (comprendente un cavo meccanico tradizionale di riserva, agente in caso di malfunzionamenti; suddetto cavo verrà poi eliminato nel successivo M54).

Durante il corso della sua produzione, la famiglia di motori M52, si è articolata in diverse versioni, differenti tra loro per cilindrata. Ecco di seguito una carrellata delle principali.

### Versioni da 2 litri

#### M52B20
Si tratta della versione di base della famiglia M52. Viene ripresa dal vecchio 2 litri M50, del quale mantiene le caratteristiche dimensionali (alesaggio e corsa = 80x66 mm), e quindi anche la cilindrata di 1991 cm³.

Rispetto alla precedente edizione di questo 2 litri, invariate erano anche le prestazioni in potenza e coppia massime. La prima è infatti rimasta a 150 CV a 5900 giri/min, così come la seconda, che raggiungeva i 190 Nm a 4200 giri/min.

Questo motore è stato montato su:
- BMW 320i E36 (1994-99;
- BMW 520i E39 (1995-99).

#### M52TUB20
Questo motore è un'evoluzione del precedente, dal quale si differenzia per la presenza dell'acceleratore elettronico e del sistema di fasatura variabile bi-VANOS, che permette di ottimizzare la fasatura della distribuzione a seconda del regime di giri, sia in aspirazione che in scarico. Identici, in ogni caso, i valori massimi di potenza e coppia, quest'ultima però espressa a 3500 giri/min.

Tale motore è stato montato su:
- BMW Z3 2.0i (1999-2002);
- BMW 320i/320Ci E46 (1999-2001);
- BMW 520i E39 (1999-2001).

### M52B24 (2.4 litri)
È una versione da 2.4 litri utilizzata sulle BMW Serie 3 E36 e Serie 5 E39 previste per il mercato thailandese. Sulle Serie 3 è stato montato tra il 1994 ed il 1999 in versione VANOS, mentre sulla Serie 5 è stato montato tra il 2000 ed il 2002 in versione bi-VANOS.

### Versioni da 2.5 litri

#### M52B25
Analogamente ai due precedenti propulsori, anche questo è derivato dalla precedente versione M50, a differenza della quale, però, risulta sensibilmente depotenziato. In pratica, a fronte di una cilindrata rimasta a 2494 cc, il valore di potenza massima è sceso dai 192 CV del 2.5 litri M50 a 170 CV (che tra l'altro era la potenza del 2.5 litri della famiglia M20). La decisione di un 2.5 litri depotenziato è stata presa dal momento che non era prevista una motorizzazione da 2.5 litri intorno ai 190 CV per non stare troppo a ridosso della motorizzazione immediatamente superiore, ossia quella da 2.8 litri. Il picco di coppia, in compenso, pur essendo rimasto allo stesso livello della precedente versione M50, ossia 246 N·m, è stato reso disponibile ad un regime di 3950 giri/min, contro i 4200 del precedente 2.5 litri.

Tale motore è stato montato su:
- BMW 323i E36 (1995-2000);
- BMW 323ti E36 (1995-2000);
- BMW 523i E39 (1995-99).

Come si può notare, per sottolineare il depotenziamento del motore, i modelli hanno assunto la denominazione terminante con "23", anziché con "25", com'è sempre stata tradizione della Casa bavarese.

#### M52TUB25
È l'evoluzione con acceleratore elettronico e distribuzione "bi-VANOS" della precedente unità da 2.5 litri. Tale motore è stato montato su:
- BMW 323i E36/ Z3 (1998-01);
- BMW 323i E46 (1998-00);
- BMW 523i E39 (1998-01).

### Versioni da 2.8 litri

#### M52B28
È una motorizzazione che deriva dall'unità da 2.5 litri, della quale è stata allungata la corsa, da 75 ad 84 mm. Le dimensioni di ogni cilindro sono quindi di 84x84 mm, per una cilindrata totale di 2793 cc. La potenza massima era di 193 CV a 5300 giri/min, con una coppia massima di 282 N·m a 3950 giri/min. È stato montato su:
- BMW 328i E36 (1995-99);
- BMW 528i E39 (1995-99);
- BMW 728i E38 (1997-99);
- BMW Z3 2.8 (1997-99).

#### M52TUB28
È l'evoluzione con acceleratore elettronico e distribuzione "bi-VANOS" dell'unità M52B28. Poche le differenze in fatto di prestazioni motoristiche. Tale motore è stato montato su:
- BMW 328i E46 (1998-1999);
- BMW 528i E39 (1999-2001);
- BMW 728i E38 (1999-2001);
- BMW Z3 2.8 (1999-02).

### S52B32 (3.2 litri)
Questo motore è stato montato unicamente sulla M3 E36 riservata al mercato statunitense, dove venne commercializzata tra il 1996 ed il 1999. Tale motore erogava una potenza di 241 CV a 6900 giri/min, con una coppia massima di 321 N·m a 3600 giri/min.